# Stefan Kleineheismann
Stefan Kleineheismann (* 8. Februar 1988 in Fürth) ist ein ehemaliger deutscher Fußballspieler und heutiger Fußballtrainer.

## Spielerkarriere
Stefan Kleineheismann begann mit vier Jahren in seiner Heimatstadt beim Stadtteilclub FSV Stadeln mit dem Fußballspielen und wechselte mit 13 Jahren zur SpVgg Greuther Fürth. Dort spielte er die weiteren Jugendjahre, wobei er teilweise schon vorzeitig in höheren Altersklassen eingesetzt wurde. In der U-16-Zeit wurde er auch zu Sichtungslehrgängen des DFB eingeladen. Er war Kapitän der A-Jugend-Mannschaft und durfte während der zwei U-19-Jahre bereits dreimal in der zweiten Mannschaft in der Bayernliga spielen. Ab 2007 gehörte er dann fest zur U-23 und kam gleich in seiner ersten Saison in allen Saisonspielen zum Einsatz. Am Ende der Saison hatte sich das Team für die nach der Neugliederung des Ligasystems neue vierthöchste Spielklasse, die Regionalliga Süd qualifiziert. Von 2008 bis 2011 war der vielseitig eingesetzte Defensivspieler in dieser Liga Stammspieler in der Fürther Nachwuchsmannschaft und ab 2009 auch deren Kapitän.
Obwohl Kleineheismann an Trainingslagern und Freundschaftsspielen der ersten Mannschaft teilnahm und auch einige Male in der 2. Bundesliga auf der Bank saß, kam er nie zu einem Pflichtspieleinsatz bei den Profis. 2011 erreichte er die Altersgrenze von 23 Jahren und seine Perspektive in Fürth blieb unklar. Deshalb nahm er ein Angebot des Drittligisten Kickers Offenbach an. Nach Startschwierigkeiten des Teams in die Saison 2011/12 bekam er bereits am vierten Spieltag seine erste Bewährungschance über die volle Spielzeit. Am nächsten Spieltag wechselte er von rechts außen in die Innenverteidigung und gehörte von da an zur neuen Stammformation in der Kickers-Verteidigung.
Zur Saison 2013/14 wechselte Kleineheismann von den insolventen Kickers zum FC Rot-Weiß Erfurt. Nach zwei Jahren trennte sich Erfurt dann wieder von Kleineheisemann, der daraufhin zum Halleschen FC wechselte. Zum 30. Juni 2018 löste er seinen Vertrag in Halle auf und spielte bis 2020 für den 1. FC Schweinfurt 05.

## Trainerkarriere
Ende April 2020 wurde Kleineheismann beim 1. FC Schweinfurt 05 während der Saison 2019–21 spielender Co-Trainer von Tobias Strobl. Verletzungsbedingt kam er allerdings nicht mehr zum Einsatz.
Anfang März 2021 wechselte Kleineheismann in die Bundesliga und wurde bei Arminia Bielefeld Co-Trainer von Frank Kramer. In der Folge assistierte er dessen Nachfolger Marco Kostmann. Am Ende der Saison 2021/22 stieg die Mannschaft in die 2. Bundesliga ab.
Vor der Saison 2022/23 verließ Kleineheismann den Verein aus familiären Gründen und kehrte nach Bayern zurück, wo er bei der SpVgg Greuther Fürth Co-Trainer von Marc Schneider wurde. Nach dessen Entlassung assistierte er Rainer Widmayer, Alexander Zorniger, Leonhard Haas, Jan Siewert und Thomas Kleine. Im Januar 2025 beendete er erfolgreich den Lehrgang zur Pro-Lizenz.
Zur Saison 2025/26 wurde Kleineheismann Cheftrainer der zweiten Mannschaft der TSG 1899 Hoffenheim, die zuvor in die 3. Liga aufgestiegen war. Geplant war zunächst, dass er die A-Junioren (U19) übernimmt. Nach dem Abgang des Aufstiegstrainers Vincent Wagner zum Zweitligisten SV Elversberg wurde dieser Plan allerdings verworfen.